# Edendale
Edendale este un oraș din provincia Kwazulu-Natal, Africa de Sud.